# Symmetromphalus regularis
Symmetromphalus regularis is een slakkensoort uit de familie van de Neomphalidae. De wetenschappelijke naam van de soort is voor het eerst geldig gepubliceerd in 1990 door McLean.